# هل لیندن
هل لیندن (انگلیسی: Hal Linden؛ زادهٔ ۲۰ مارس ۱۹۳۱) یک هنرپیشه اهل ایالات متحده آمریکا است.
او در فیلم شما مردم بازی کرده‌است.